# جیمز ووک
جیمز ووک (انگلیسی: James Wolk؛ زادهٔ ۲۲ مارس ۱۹۸۵) هنرپیشه اهل ایالات متحده آمریکا است. وی از سال ۲۰۰۶ میلادی تاکنون مشغول فعالیت بوده‌است.

## فیلم‌شناسی

### فیلم
| سال  | نام                                  | نقش      |
| ---- | ------------------------------------ | -------- |
| ۲۰۱۰ | دوباره تو                            |          |
| ۲۰۱۲ | واسه داشتن یه زمان خوش، تماس بگیرید… | چارلی    |
| ۲۰۱۵ | آزمایش زندان استنفورد                | مایک پنی |

### مجموعه تلویزیونی
| سال       | نام           | نقش             |
| --------- | ------------- | --------------- |
| ۲۰۱۲      | جانوران سیاسی | Douglas Hammond |
| ۲۰۱۳–۲۰۱۴ | مرد دیوانه    | Bob Benson      |
| ۲۰۱۵      | مرغ ربات      | Del Griffith    |
| ۲۰۱۵–۲۰۱۷ | باغ وحش       | جکسون اُز        |
| ۲۰۱۷      | میلیاردها     | Craig Heidecker |
| ۲۰۱۸      | جالوت         | Jeff Clayton    |
| ۲۰۱۹–۲۰۲۰ | هارلی کوئین   | سوپرمن (صدا)    |